# Cedrasco
Cedrasco là một đô thị ở tỉnh Sondrio trong vùng Lombardia của Italia, có vị trí khoảng 90 km về phía đông bắc của Milano và khoảng 8 km về phía tây của Sondrio. Tại thời điểm ngày 31 tháng 12 năm 2004, đô thị này có dân số 476 người và diện tích là 14,8 km².
Cedrasco giáp các đô thị: Berbenno di Valtellina, Caiolo, Foppolo, Fusine, Postalesio.